# Светлов, Владимир Григорьевич
Владимир Григорьевич Светлов (16 апреля 1935, Москва — 18 октября 2021) — российский учёный, специалист по ракетной технике.
Доктор технических наук (1995), профессор (2001), академик Академии космонавтики им. Циолковского (1991), академик Российской Академии ракетных и артиллерийских наук (1997) и Международной академии информатизации (2000). Автор более 100 научных трудов по ракетной технике и 16 авторских свидетельств и патентов об изобретении. Редактор и соавтор учебника для вузов «Проектирование зенитных управляемых ракет» (1999), автор ряда научных публикаций в военно-технических периодических изданиях.

## Биография
В 1958 году окончил МВТУ им. Н. Э. Баумана, в 1981 году — Институт управления народным хозяйством Академии народного хозяйства СССР.
С 1958 года работал в МКБ «Факел» в должности мастера, инженера, старшего и ведущего инженера-конструктора, начальника цеха, главного инженера, главного конструктора.
С 1991 года — генеральный конструктор МКБ «Факел».
C 1991 по 2006 год — генеральный директор МКБ «Факел».
С 2006 года — заместитель генерального директора — генеральный конструктор ОАО «МКБ „Факел“».
Скончался 18 октября 2021 года.

## Награды и звания
- Лауреат Государственный премии СССР (1980) — за создание ракеты 5В55 для системы ПВО С-300П.
- Лауреат Государственной премии РФ (1997) — за создание ракеты 51Т6 для ПРО Московского промышленного района.
- Лауреат премии Правительства РФ в области науки и техники (2003) за подготовку учебника для вузов «Проектирование зенитных управляемых ракет» (2001).[2]
- Лауреат Международной премии Андрея Первозванного «За Веру и Верность» (2006).[3]
- Награждён орденом Трудового Красного Знамени (1971) и четырьмя медалями, «Знаком Циолковского» (2003).
- Светлову присвоены звания: «Почётный авиастроитель» (1995), «Почётный машиностроитель» (2005), «Почётный гражданин Химкинского района Московской области» (2005).